# Catedral de Porto
La catedral de Porto (en portuguès Sé do Porto) és la seu episcopal de la diòcesi de Porto, a Portugal. És al cor del centre històric de la ciutat del qual és un dels monuments principals i més antics.

## Història
La construcció comença a la primera meitat del segle xii, i es va prolongar fins a principi del segle xiii. Aquest primer edifici, d'estil romànic, va sofrir moltes alteracions al llarg dels segles. De l'època romànica daten el caràcter general de la façana amb les torres i el bella rosassa, a més del cos de l'església de tres naus cobert amb volta de canó. La volta de la nau cèntrica està sostinguda per arcbotants. La catedral de Porto és un dels primers edificis portuguesos en els quals es va utilitzar aquest element arquitectònic.

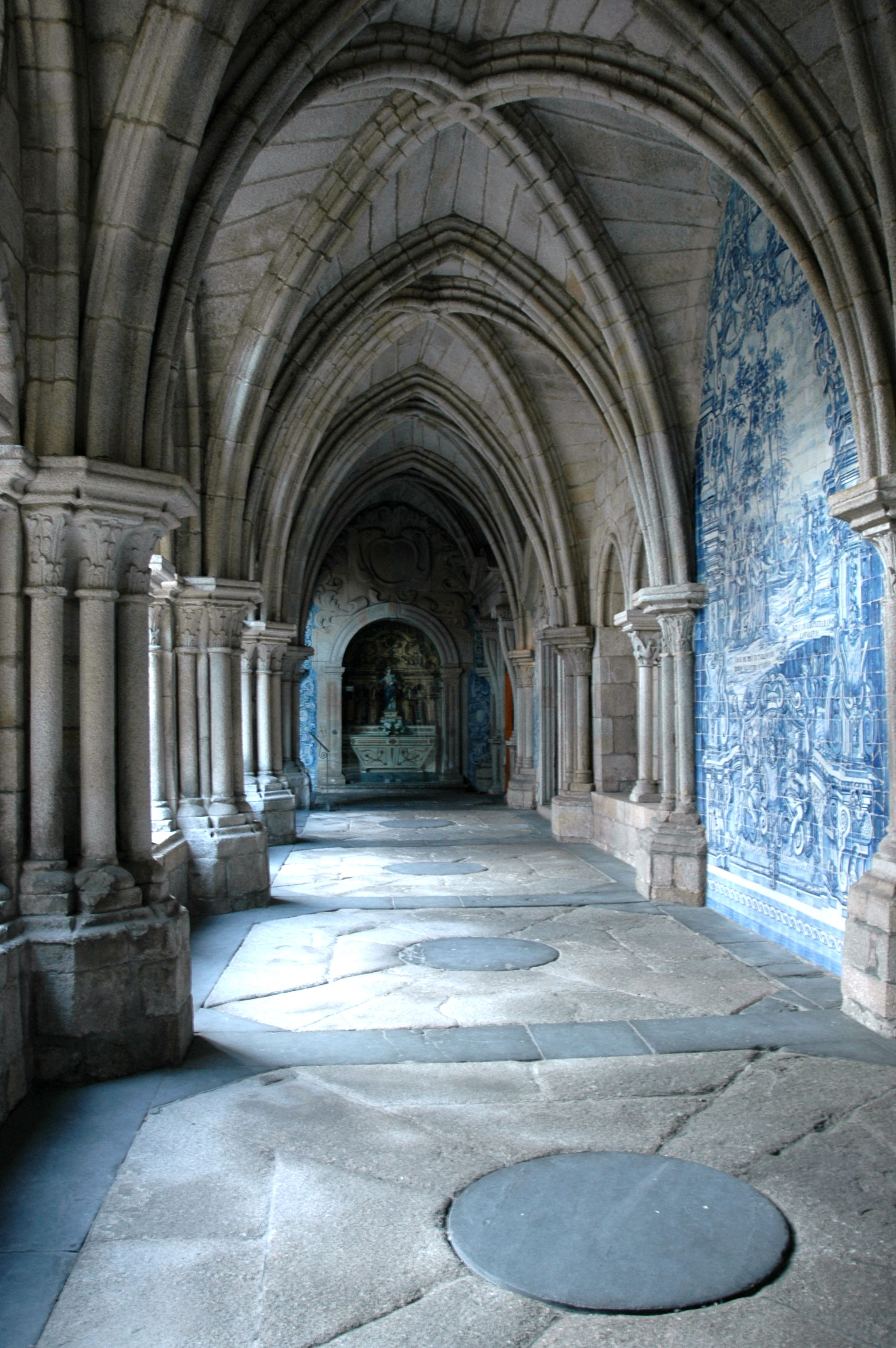
Claustre amb decoració de rajoles

En l'època gòtica es va construir la capella funerària de João Gordo (al voltant del 1333), cavaller de l'orde de Sant Joan de Jerusalem i col·laborador de Dionís I de Portugal. També d'aquesta època és el claustre (segles xiv-xv), construït en el regnat de Joan I de Portugal. Aquest rei es va casar amb Felipa de Lancaster a la catedral de Porto l'any 1387.
L'exterior de la catedral va ser molt modificat en l'època barroca. A prop del 1772 es va reemplaçar el portal romànic origina per un al gust barroc de l'època. Les balustrades i cúpules de les torres també són barroques. A prop del 1736, l'arquitecte italià Niccolò Nasoni va afegir un bell nàrtex barroc a la façana lateral.
A l'esquerra de l'absis hi ha un magnífic altar d'argent, construït a la segona meitat del segle xvii per uns artistes portuguesos, fou salvat de les tropes franceses el 1809 mitjançant una paret de guix construïda precipitadament. El segle xvii l'altar major original romànic (que tenia un deambulatori) va ser substituït per un de més gros en estil barroc. L'altar major, construït entre 1727 i 1729, és una important obra del barroc joaní, projectat per Santos Pacheco i esculpit per Miguel Francisco da Silva. Les pintures murals de la capella major són de Nasoni.
El transsepte sud dona accés als claustres del segle xiv i a la capella de Sant Vicenç. Una graciosa escala del segle xviii de Nasoni condueix als pisos superiors, on els plafons de rajoles il·lustren la vida de la Verge i Les Metamorfosis d'Ovidi.

## Orgues
La Catedral té tres bells orgues. Al cor hi ha dos orgues simètrics, construïts el 1726 per Manoel Lourenço da Conceição, que amb el temps van subir unes quantes restauracions i modernitzacions. Despré de la darrere retauració de 2017, ambdós van ser afinades de manera idèntica i així poden tocar tots dos alhora. Tenen la particularitat dels orgues ibèrics del teclat manual dividit: la ma esquerra toca els baixos i la dreta els tiples.
El del cor-alt, és un orgue modern, construït el 1985 per l'orguener alemany Georg Jann (1934-2019) de Ratisbona. S'inspira en els orgues barrocs del nord d'Europa. L'instrument té 44 registres en tres teclats i pedals, amb salmers gravats i transmissió mecànica. S'hi pot interpretar el repertori barroc així com  repertoris simfònics i contemporanis. També va construir l'orgue de l'església de la Mare de Déu de la Lapa, igualment a Porto.